# Burgstall Walda
Der Burgstall Walda ist eine abgegangene Burg auf dem Grundstück zwischen dem Mühlweg und dem Schlossweg am nordöstlichen Ortsrand von Walda, einem Ortsteil der Gemeinde Ehekirchen im Landkreis Neuburg-Schrobenhausen in Bayern. Die Anlage wird als Bodendenkmal unter der Aktennummer D-1-7332-0227 im Bayernatlas als „mittelalterliche und frühneuzeitliche Befunde im Bereich des abgegangenen Adelssitzes (Burgstall) von Walda“ geführt. 

## Geschichte
Die Burg, vermutlich von den Herren von Kirchheimer oder Kirchamer im 15. Jahrhundert erbaut, wurde 1632 im Zuge des Dreißigjährigen Krieges zerstört.  

## Beschreibung
Von der ehemaligen Burganlage auf mittelalterlichem 1,5 Meter hohen von einem Wassergraben (evtl. eine Wasserburg) umgebenen Burghügel mit einem Durchmesser von 35 Metern sind noch untertägig Bauschutt und Grundmauern erhalten. Der Burgstall ist mit der ehemaligen Schule sowie weiteren Gebäuden modern überbaut.